# Cutey Honey
 (avril 2015).
Si vous disposez d'ouvrages ou d'articles de référence ou si vous connaissez des sites web de qualité traitant du thème abordé ici, merci de compléter l'article en donnant les références utiles à sa vérifiabilité et en les liant à la section « Notes et références ».
Cutey Honey (キューティーハニー, Kyūtī Hanī) est un manga de Go Nagai créé en 1973, en deux volumes. 
Il a été par la suite adapté en deux séries animés, deux séries d'OAV, en film d'animation, ainsi qu'en film live. En octobre 2007, un drama a débuté sur TV Tokyo.
La version française du manga est disponible chez l'éditeur Isan manga, publié en juin 2015.

## Résumé de l'histoire
Honey Kisaragi lutte contre l'organisation criminelle Panther Claw. Honey est une fille qui, dans le film, est danseuse et possède sa propre salle. À la fin de l'année, elle monte une chorégraphie et l'interprète dans son quartier.

## Publication
Prépublié dans le magazine Weekly Shōnen Champion du 1er octobre 1973 au 1er avril 1974.
L'éditeur original japonais est Akita Shoten et Futabasha en 2002.

## Adaptations

### Anime

#### Cutey Honey
- Type : Série télévisée
- Nom Japonais : キューティーハニー
- Année de production : 1973/1974
- Nombre d'épisodes : 25
- Arrivé en France : 1988 (Club Dorothée)
- Nom Français : Cherry Miel

#### New Cutey Honey
- Type : OAV
- Nom Japonais : 新・キューティーハニー
- Année de production : 1994/1995
- Nombre d'épisodes : 8
- Arrivé en France : 1999 (Dynamic)
- Nom Français : Cutey Honey

#### Cutey Honey Flash
- Type : Série télévisée
- Nom Japonais : キューティーハニーF
- Année de production : 1997/1998
- Nombre d'épisodes : 39

#### Cutey Honey Flash - The Movie
- Type : Film
- Nom Japonais : キューティーハニーF
- Année de production : 1997

#### Re: Cutie Honey
- Type : OAV
- Nom Japonais : Re:キューティーハニー
- Année de production : 2004
- Nombre d'épisodes : 3

#### Cutie Honey Universe
- Type : Série
- Nom Japonais : Cutey Honey Universe
- Année de production : 2018
- Nombre d'épisodes : 12

### Live

#### Cutie Honey
- Type : Film
- Nom Japonais : キューティーハニー
- Année de production : 2004

#### Cutie Honey The Live
- Type : Série télévisée/Drama
- Nom Japonais : キューティーハニー THE LIVE
- Année de production : 2007/2008
- Nombre d'épisodes : 25

## Produits dérivés

### Mangas
- Yukako Iisaka, Cutey Honey Flash, Shogakukan Productions Co., Ltd., 1997. Récit alternatif
- Hajime Sorayama, Cutey Honey '90, Futabasha, 1992-1993. Remake du manga Cutey Honey.
- Cutey Honey: Legend of An Angel 9 Volumes parue dans le magazine Weekly Manga Action.
- Cutie Honey aGoGo!
- Cutie Honey SEED

### Jeu vidéo
- 1995 : Cutey Honey FX. Développé par DataWest et publié par NEC le 10 novembre 1995.